# デニーズ・ルイス
デニーズ・ルイス（Denise Lewis、1972年8月27日 - ）は、イギリスの陸上競技選手。七種競技を専門とする選手で、2000年シドニーオリンピックの金メダリストである。現在はコモンウェルスゲームズイングランド会長。

## 経歴
ルイスは子供のころ、合唱団に入り、バレエとタップダンスを習っていた。そして、陸上のクラブに入部。いくつかの種目に挑戦し、彼女は七種競技を行っていくこととした。1989年に彼女は最初の競技会に出場。5277ポイントという平凡な記録に終わっているが、将来性を感じさせるものであった。
彼女は1994年コモンウェルスゲームズに出場。この大会で金メダルを獲得したことにより転機が訪れる。翌年の世界選手権では6299ポイントで7位という結果に終わったものの、翌年の1996年アトランタオリンピックでは見事銅メダルを獲得する。なお、彼女はこの大会で走幅跳にも出場しているが予選落ちしている。
1997年の世界選手権では、ドイツのザビーネ・ブラウン(Sabine Braun)が、最初の種目からリードを奪い優勝。ルイスは6654ポイントをあげ、ブラウンについで銀メダルを獲得した。さらに、翌年のヨーロッパ選手権ではポーランドのウルスラ・ウロダルチク(Urszula Włodarczyk)らを抑え、ついに優勝を果たす。1999年世界選手権では、ルイスの前にフランスのユニス・バルベル(Eunice Barber)が立ちはだかる。ルイスは1ポイント差追う形で初日を終えたものの、2日目はバルベルがさらにその差を拡大し、ルイスは2位に終わる。
2000年シドニーオリンピックでは、初日を終えた段階で、トップのベラルーシのナタリア・サザノビッチ(Natallia Sazanovich)に51ポイント差を追う形で3位で折り返す。そして、6種目のやり投でルイスはトップに躍り出る。最終種目の800mはゴールした瞬間、誰が勝ったかわからなかったが、場内のコールはルイスの金メダルを告げる。
オリンピックで金メダルを獲得した後のルイスは、2001年の世界選手権はけがのため欠場。2002年のヨーロッパ選手権は出産のために欠場している。そして2003年、彼女は競技に復帰する。しかし、すでにルイスの時代ではなく、新たなスターであるスウェーデンのカロリナ・クリュフト(Carolina Klüft)の時代となっていた。2003年の世界選手権でもクリュフトが金メダル。ルイスは5位に終わっている。
ルイスは2004年アテネオリンピックにも出場したが、けがに苦しみ、走り幅跳び種目の後、出場を辞退した。しかし、チームメートのケリー・サザートン(Kelly Sotherton)がメダルを獲得。イギリス勢にとって3大会連続のメダルとなった。

## 主な実績
| 年   | 大会                   | 場所                         | 種目     | 結果 | 記録 |
| ---- | ---------------------- | ---------------------------- | -------- | ---- | ---- |
| 1994 | コモンウェルスゲームズ | ビクトリア(カナダ)           | 七種競技 | 1位  | 6325 |
| 1996 | オリンピック           | アトランタ(アメリカ合衆国)   | 七種競技 | 3位  | 6489 |
| 1997 | 世界陸上選手権         | アテネ(ギリシャ)             | 七種競技 | 2位  | 6654 |
| 1998 | ヨーロッパ陸上選手権   | ブダペスト(ハンガリー)       | 七種競技 | 1位  | 6559 |
| 1998 | コモンウェルスゲームズ | クアラルンプール(マレーシア) | 七種競技 | 1位  | 6513 |
| 1999 | 世界陸上選手権         | セビリヤ(スペイン)           | 七種競技 | 2位  | 6724 |
| 2000 | オリンピック           | シドニー(オーストラリア)     | 七種競技 | 1位  | 6584 |